# WebListen
WebListen war ein 1996 gegründeter spanischer Online-Musikdienst, der im Mai 2005 geschlossen wurde. Besonders seine kundenfreundlichen Preismodelle und die Tatsache, dass alle Lieder ohne Kopierschutz (DRM) angeboten wurden, machten WebListen selbst bei ehemaligen Tauschbörsianern sehr beliebt.
Über die Legalität des Angebotes gab es auch in Deutschland unterschiedliche Auffassungen. WebListen hat mit der spanischen Verwertungsgesellschaft der Verlage SGAE (Sociedad General de Autores y Editores) einen Lizenzvertrag geschlossen. Das Abrechnungsmodell des Vertrages war vergleichbar mit dem Prinzip der deutschen Radiosender. Die Radiosender zahlten nicht direkt an die Rechteinhaber, sondern über die GEMA pauschale Gebühren. Dieses Lizenzmodell ermöglichte dem Anbieter nicht nur einheitliche Preise, sondern auch einen vollständigen Katalog über alle Plattenfirmen hinweg.
Nach Auffassung der deutschen Phonoverbände war das Angebot in Deutschland jedoch illegal, weil das Musikportal keine Verbreitungsrechte für Deutschland erworben hatte.
Gerichtsurteile aus Spanien führten dazu, dass die Website im Mai 2005 geschlossen wurde. 